# Wendy Finerman
Wendy Finerman (født 2. august 1960 i Californien) er en filmproducent fra USA.  Hun har været aktiv siden 1988.  Sammen med sine to med-producenter, vandt hun en Oscar for bedste film for Forrest Gump fra 1994.
Hun har været gift med Mark Canton, som også er filmproducent, og nu er gift med David Peterson.